# 拉福雷富埃南
拉福雷富埃南（法語：La Forêt-Fouesnant，法語發音：[la fɔʁɛ fwɛnɑ̃]）是法国菲尼斯泰尔省的一个市镇，位于该省南部，与富埃南相邻，属于坎佩尔区。

## 地理
拉福雷富埃南（47°54'33"N, 3°58'45"W）面积18.53 平方千米，位于法国布列塔尼大區菲尼斯泰尔省，该省份为法国最西部的省份，位于布列塔尼半岛西部，北西南三面环大西洋，东临阿摩尔滨海省和莫尔比昂省。
与拉福雷富埃南接壤的市镇（或旧市镇、城区）包括：富埃南、孔卡諾、圣埃瓦尔泽克、圣伊维。

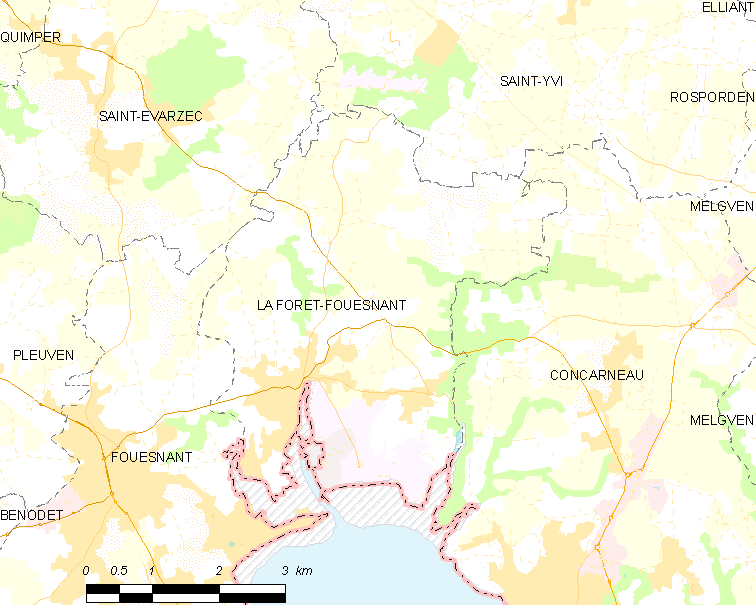
拉福雷富埃南的OSM定位图

拉福雷富埃南的时区为UTC+01:00、UTC+02:00（夏令时）。

## 行政
拉福雷富埃南的邮政编码为29940，INSEE市镇编码为29057。

## 政治
拉福雷富埃南所属的省级选区为富埃南县。

## 人口

1962-2008年间拉福雷富埃南人口变化图示

拉福雷富埃南于2022年1月1日时的人口数量为3485人。